# Joshua Boaz
Joshua Boaz ben Simon Baruch (in ebraico יהושע בועז‎?, noto anche come Shiltei Giborim per un'opera che aveva scritto (Sabbioneta, ... – Savigliano, 1557) era un rinomato rabbino ebreo talmudista.
Discendente da una famiglia giudeo-spagnola che probabilmente si stabilì in Italia dopo l'espulsione degli ebrei dalla Spagna.
All'età di 23 anni, iniziò a pubblicare utili opere sul Talmud, dove dimostrò grande erudizione.

## Decisioni giuridiche
Tra le decisioni di Legge ebraica si annovera quella sul consenso per le donne di indossare una parrucca ("Sheitel"). Affermò che i capelli non attaccati alla testa non sono soggetti a proibizioni relative alla modestia che richiede la copertura della capigliatura. Asserì inoltre che il dovere della donna di rendersi attraente al marito supera qualsiasi altra obiezione. La sua decisione fu successivamente inclusa nel grande codice di legge ebraica noto come Shulchan Aruch.

## Opere
- Massoret ha-Shas o Massoret ha-Talmud, (trad. Tradizione del Talmud), note a margine del Talmud, che forniscono riferimenti a passi paralleli nel talmud e nei midrashim halakhici
- Ein Mishpat, Ner Mitzvah, (trad. La sorgente di giustizia, la lampada del precetto), altre note a margine, con riferimenti alle rispettive Halakhot di Yad ha-Chazakah di Maimonide, Sefer Mitzvot Gadol di Mosè di Coucy e dell'Arba'ah Turim e Shulchan Aruch (siccome queste ultime due opere hanno lo stesso sistema di numerazione, gli stessi riferimenti sono validi per entrambe)
- Torah Ohr, (trad. La Torah è Luce), un indice dei passi biblici citati nel Talmud. Questi tre lavori furono pubblicati inizialmente a Venezia, insieme al Talmud, negli anni 1546-1551 e si trovano tuttora nella maggior parte delle edizioni talmudiche
- Siddur Mordechai Ve-Simanav, un compedio dell'opera halakhica di Mordecai ben Hillel, organizzato secondo l'ordine della Yad ha-Chazakah. Questo compendio fu pubblicato anche col titolo Siddur Dine Mordechai (Sabbioneta, 1554)
- Shiltei ha-Gibborim, (trad. Scudi di eroi), una selezione di note critiche sul compendio di Alfasi del Talmud e del Mordechai. Quest'opera porta anche il titolo di Sefer ha-Maḥloḳet.